# Ли, Масхонд
Масхонд Ли (англ. Mushond Lee; род. 16 декабря 1970) — американский актёр.

## Биография
Ли родился в Норт-Трентоне, в штате Нью-Джерси. Он вырос в Смитвилле, округ Атлантик, Нью-Джерси, и посещал среднюю школу Абсегами, которую окончил в 1989 году.
После её окончания Ли начал сниматься в 1989 году, появившись в фильме «Положись на меня». Ли исполнял роль гангстера Джамалля Маххаммеда, угрожающего убить Майкла и Ванессу - в мыльной опере Аарона Спеллинга «Любовь и тайны Сансет Бич». Он также регулярно появлялся в седьмом сезоне сериала «Шоу Косби». Он также исполнил свои роли в таких фильмах, как «Теория заговора»  (1997), «Ангелы Чарли: Только вперед» (2003) и других. В 2005 году он появился в роли Малкольма в фильме «2001 маньяк».

## Фмльмография[3]

### Фильмы
Uitgezonderd korte films.
- 2013 Cell Block Tango: Waitress
- 2012 NoiTroba
- 2010 Идеальное сочетание – в роли официанта - Ральфа
- 2005 2001 маньяк – в роли Малкольма
- 2003 Ангелы Чарли: Только вперед – в роли агента ФБР
- 2003 С тобой или без тебя – в роли Роберта Хэйтауэра
- 2002 Любовь и пуля – в роли Нейта
- 2001 Джеймс Дин – в роли Билли
- 2000 The Pinston Café – в роли Элса Дуэйна
- 1999 60-е годы – в роли Хойя Ньютона
- 1998 Блейд – в роли Элса  Джонси
- 1997 Теория Заговора – в роли выпускника
- 1997 В тылу врага – в роли Альса Лютера
- 1995 P.C.H. – в роли Джо
- 1994 Вертолет – в роли пилота вертолёта
- 1993 Уличный Рыцарь – в роли Джокера
- 1989 Положись на Меня – в роли Ричарда Арманда

### Работы на телевидении
Uitgezonderd eenmalige gastrollen.
- 1990 – 1991 Шоу Косби – в роли Слайда – в 4-х сериях (в телесериале/американском ситкоме)
- 1991	Истинные Цвета - в роли Реджи - в серии: "Не моя сестра, брат"
- 1992	Беверли Хиллз, 90210	- в роли Вилла - в серии под названием: "Домой и в путь"
- 1993	Где я живу - в роли Венделла - в серии под названием: "Ад Донтея"
- 1993	Принц из Беверли-Хиллз  - в роли Орландо - в серии под названием: "Кровь гуще грязи"
- 1995	Мартин - в роли Уэсли - в серии под названием: "Три кореша и ребенок"
- 1995	P.C.H. - в роли Джо (в телевизионном фильме)
- 1997	Раннее издание 	- в роли Фрэнка Мэтьюза	- в серии под названием: "Трапеза"
- 1997 Любовь и тайны Сансет Бич – в роли Джо-Джо/Джамалля Маххамеда – в 8 сериях(в американском телесериале/в дневной мыльная опере)
- 1998	Отряд Клинков	- в роли Джонси	(в телевизионном фильме)
- 1998	Месть Неограниченна - в роли 	военного офицера в баре - в серии под названием: "Бесчестное увольнение"
- 1999	60 - е годы - в роли - Хьюи Пью Ньютона (в мини-сериале)
- 2001	Ангел - в роли Джексона - в серии под названием: "Тонкая мертвая линия"
- 2001	Джеймс Дин - в роли Билли	(в телевизионном фильме)